# Кубок обладателей кубков ЕКВ среди женщин 1986/1987
15-й розыгрыш Кубка обладателей кубков ЕКВ среди женщин проходил со 2 ноября 1986 по 15 февраля 1987 года с участием 20 клубных команд стран-членов Европейской конфедерации волейбола. Победителем стала советская команда «Коммунальник» (Минск).

## Команды-участницы
| Страна       | Команда                       |
| ------------ | ----------------------------- |
| Австрия      | «Пост» (Вена)                 |
| Австрия      | «Динамо» (Тирана)             |
| Бельгия      | «Халле» (Хале)                |
| Болгария     | «Академик» (Варна)            |
| Венгрия      | «Тунгшрам» (Будапешт)         |
| ГДР          | «Трактор» (Шверин)            |
| Греция       | «Панатинаикос» (Афины)        |
| Италия       | «Нельсен» (Реджо-нель-Эмилия) |
| Кипр         | «Олимпиакос» (Никосия)        |
| Нидерланды   | «Орион» (Дутинхем)            |
| Норвегия     | «Бергкамератене» (Конгсберг)  |
| Португалия   | «Спортинг» (Лиссабон)         |
| СССР         | «Коммунальник» (Минск)        |
| Турция       | «Милангаз» (Стамбул)          |
| Франция      | «Сен-Мор» (Сен-Мор-де-Фоссе)  |
| ФРГ          | «Фойербах» (Штутгарт)         |
| Чехословакия | «Славия» (Братислава)         |
| Швейцария    | «Лозанна» (Лозанна)           |
| Швеция       | «Валлентуна» (Валлентуна)     |
| Югославия    | «Младост» (Загреб)            |

## Система проведения розыгрыша
В турнире принимают участие команды 20 стран-членов ЕКВ (представители национальных чемпионатов или Кубков своих стран). Турнир состоит из трёх раундов плей-офф и финального этапа. В раундах плей-офф команды делятся на пары и проводят между собой по два матча с разъездами. Победителем пары выходит команда, одержавшая две победы. В случае равенства побед победителем становится команда, имеющая лучшее соотношение партий по сумме обоих матчей. В случае равенства и этого показателя в дальнейшую стадию плей-офф выходит команда, имеющая лучшее соотношение игровых очков (мячей) по сумме матчей.
В 1-м раунде плей-офф участвуют 8 команд. 4 победителя пар 1-го раунда выходят в 1/8 финала, где к ним присоединяются 12 команд, освобождённых от участия в стартовом раунде. 
8 команд-участниц четвертьфинала плей-офф определяют четырёх участников финального этапа.
Финальный этап состоит из однокругового турнира, по результатам которого определяется итоговая расстановка мест.

## 1-й раунд
ноябрь 1986
 «Орион» (Дутинхем) —  «Валлентуна»
8 ноября. 3:2 (15:7, 15:9, 12:15, 13:15, 15:13).
9 ноября. 3:0 (15:11, 15:0, 15:9).
 «Динамо» (Тирана) —  «Олимпиакос» (Никосия)
2 ноября. 3:0 (15:1, 15:0, 15:1).
9 ноября. 3:0 (15:2, 15:0, 15:3).
 «Халле» —  «Бергкамератене» (Конгсберг)
2 ноября. 3:0 (15:10, 15:3, 15:11).
9 ноября. 3:2 (15:10, 2:15, 15:9, 9:15, 15:1).
 «Спортинг» (Лиссабон) —  «Панатинаикос» (Афины)
2 ноября. 3:1.
9 ноября. 0:3.
От участия в первом раунде освобождены:
| «Пост» (Вена) «Академик» (Варна) «Тунгшрам» (Будапешт) «Трактор» (Шверин) «Нельсен» (Реджо-нель-Эмилия) «Коммунальник» (Минск) | «Милангаз» (Стамбул) «Сен-Мор» (Сен-Мор-де-Фоссе) «Фойербах» (Штутгарт) «Славия» (Братислава) «Лозанна» «Младост» (Загреб) |

## 1/8 финала
декабрь 1986
 «Трактор» (Шверин) —  «Коммунальник» (Минск)
6 декабря. 0:3.
.. декабря. -:3.
 «Тунгшрам» (Будапешт) —  «Панатинаикос» (Афины)
6 декабря. 3:0.
7 декабря. 3:0.
 «Орион» (Дутинхем) —  «Нельсен» (Реджо-нель-Эмилия)
7 декабря. 0:3 (7:15, 8:15, 13:15).
13 декабря. 0:3 (2:15, 3:15, 6:15).
 «Пост» (Вена) —  «Академик» (Варна)
7 декабря. 3:1.
.. декабря. -:3.
 «Милангаз» (Стамбул) —  «Фойербах» (Штутгарт)
6 декабря. 1:3.
.. декабря. ?:?
 «Славия» (Братислава) —  «Халле»
6 декабря. 3:0 (15:5, 15:5, 15:1).
13 декабря. 3:0 (15:5, 15:8, 15:2).
 «Младост» (Загреб) —  «Сен-Мор» (Сен-Мор-де-Фоссе)
7 декабря. 3:0.
.. декабря. ?:?
 «Динамо» (Тирана) —  «Лозанна»
6 декабря. 3:0 (15:5, 15:7, 15:6).
13 декабря. 3:0 (15:3, 15:6, 15:11).

## Четвертьфинал
январь 1987
 «Тунгшрам» (Будапешт) —  «Коммунальник» (Минск)
.. января. ?:?
.. января. ?:?
 «Академик» (Варна) —  «Нельсен» (Реджо-нель-Эмилия)
14 января. 1:3 (15:10, 0:15, 6:15, 3:15).
17 января. 0:3 (5:15, 4:15, 9:15).
 «Славия» (Братислава) —  «Фойербах» (Штутгарт)
14 января. 0:3 (14:16, 13:15, 5:15).
21 января. 1:3 (10:15, 15:12, 13:15, 3:15).
 «Младост» (Загреб) —  «Динамо» (Тирана)
14 января. 0:3 (7:15, 7:15, 12:15).
21 января. 1:3 (5:15, 15:9, 12:15, 8:15).
Команда «Динамо» (Тирана) от участия в финальном этапе отказалась. Вместо неё в финальный раунд включён «Младост».

## Финал четырёх
13—15 февраля 1987.  Измир.
Участники:
 «Нельсен» (Реджо-нель-Эмилия)

 «Коммунальник» (Минск)

 «Фойербах» (Штутгарт)

 «Младост» (Загреб)

### Результаты
| М | Команда                       | 1   | 2   | 3   | 4   | И | В | П | С/П | О |
| - | ----------------------------- | --- | --- | --- | --- | - | - | - | --- | - |
| 1 | «Коммунальник» (Минск)        |     | 3:1 | 3:0 | 3:0 | 3 | 3 | 0 | 9:1 | 6 |
| 2 | «Нельсен» (Реджо-нель-Эмилия) | 1:3 |     | 3:2 | 3:0 | 3 | 2 | 1 | 7:5 | 5 |
| 3 | «Фойербах» (Штутгарт)         | 0:3 | 2:3 |     | 3:1 | 3 | 1 | 2 | 5:7 | 4 |
| 4 | «Младост» (Загреб)            | 0:3 | 0:3 | 1:3 |     | 3 | 0 | 3 | 1:9 | 3 |

|        |                         |     |         |        |        |        |  |
|        |                         |     |         |        |        |        |  |
| 13.02. | Фойербах — Младост      | 3:1 | (15:11, | 15:10, | 12:15, | 15:5)  |  |
| 13.02. | Коммунальник — Нельсен  | 3:1 | (15:6,  | 15:4,  | 9:15,  | 15:11) |  |
| 14.02. | Нельсен — Фойербах      | 3:2 |         |        |        |        |  |
| 14.02. | Коммунальник — Младост  | 3:0 |         |        |        |        |  |
| 15.02. | Коммунальник — Фойербах | 3:0 |         |        |        |        |  |
| 15.02. | Нельсен — Младост       | 3:0 | (15:10, | 15:12, | 15:11) |        |  |

### Итоги

#### Положение команд
| «Коммунальник» (Минск)        |
| «Нельсен» (Реджо-нель-Эмилия) |
| «Фойербах» (Штутгарт)         |
| 4. «Младост» (Загреб)         |

#### Призёры
«Коммунальник» (Минск): Галина Вертинская, Ирина Горбатюк, Ирина Железнова, Наталья Козлова, Оксана Образцова, Н.Прасолова, Татьяна Степанова, Наталья Табола, Алла Тетерина, Татьяна Шаповалова, Галина Шевцова, Ирина Ярковенко. Главный тренер — Владимир Чернов.
  «Нельсен» (Реджо-нель-Эмилия): Барбара Фонтанези, Беатриче Бигьярини, Сесилия Тайт, Паола Вьяпиано, Джули Воллертсен, Алессандра Мартини, Кристина Бозелли, ... 
  «Фойербах» (Штутгарт): Ренате Рик-Бауэр, Нэнси Селис, Гудула Штауб, Уте Ханкерс, Андреа Совиньи, Карин Штейарт, … Главный тренер — Матиас Айхингер.